# Hoplostethus melanopterus
Hoplostethus melanopterus är en fiskart som beskrevs av Fowler, 1938. Hoplostethus melanopterus ingår i släktet Hoplostethus och familjen Trachichthyidae. Inga underarter finns listade i Catalogue of Life.